# Boratyńszczyzna
Boratyńszczyzna is een plaats in het Poolse district  Sokólski, woiwodschap Podlachië. De plaats maakt deel uit van de gemeente Szudziałowo en telt 55 inwoners.